# ولادمارس چومیچیوس
ولادمارس چومیچیوس (لیتوانیایی: Valdemaras Chomičius؛ زادهٔ ۴ مهٔ ۱۹۵۹) بازیکن بسکتبال اهل شوروی و لیتوانی بود.
وی در مسابقات کشوری و بین‌المللی در مجموع برندهٔ ۵ مدال طلا، ۲ مدال نقره، ۳ مدال برنز شده‌است.